# Tournoi des Six Nations des moins de 20 ans 2023
Cet article traite de l'épreuve des juniors. Pour la compétition sénior, voir Tournoi des Six Nations 2023. Pour la compétition féminine, voir Tournoi des Six Nations féminin 2023.
Pour un article plus général, voir Tournoi des Six Nations des moins de 20 ans.
Navigation
Tournoi des moins de 20 ans 2022 Tournoi des moins de 20 ans 2024
Le Tournoi des Six Nations des moins de 20 ans 2023 est une compétition annuelle de rugby à XV disputée par six équipes européennes : Angleterre, pays de Galles, Irlande, France, Écosse et Italie.
L'équipe d'Irlande, tenante du titre, remporte son deuxième Grand Chelem d'affillée à l'issue de la compétition.

## Contexte et résultat de la compétition

### Édition précédente
L'équipe d'Irlande défend son titre après avoir réussi le Grand Chelem lors de l'édition précédente.

### Résultat
L'Irlande réussit ensuite l'exploit de réaliser le doublé en remportant de nouveau le Grand Chelem lors de cette édition, elle remporte également la Triple couronne. C'est le quatrième sacre des Irlandais, dont trois Grand Chelems dans cette compétition.

## Villes et stades
Le Tournoi des Six Nations des moins de 20 ans 2023 se déroule dans les stades suivants :
| Trévise (Italie)                       | Cork (Irlande)                  | Glasgow (Écosse)                    |
| -------------------------------------- | ------------------------------- | ----------------------------------- |
| Stadio Comunale di Monigo 5 000 places | Musgrave Park 8 008 places      | Scotstoun Stadium 9 708 places      |
| Stade Comuale di Monigo, Trévise       | Musgrave Park, Cork             | Scotstoun Stadium, Glasgow          |
| Colwyn Bay (pays de Galles)            | Agen (France)                   | Oyonnax (France)                    |
| Eirias Stadium 6 080 places            | Stade Armandie 14 000 places    | Stade Charles-Mathon 11 500 places  |
| Eirias Stadium, Colwyn Bay             | Stade Armandie, Agen            | Stade Charles-Mathon, Oyonnax       |
| Londres (Angleterre)                   | Gloucester (Angleterre)         | Bath (Angleterre)                   |
| Twickenham Stoop 14 800 places         | Kingsholm Stadium 16 115 places | The Recreation Ground 14 509 places |
| Twickenham Stoop, Londres              | Kingsholm Stadium, Gloucester   | The Recreation Ground, Bath         |

## Calendrier des matchs
Ci-dessous, le calendrier des cinq journées de la compétition :
Première journée
| Le 3 février à 19 h 30 | Stadio Comunale di Monigo, Trévise | Italie -20         | 27 - 28 | France -20  |
| Le 3 février à 20 h    | Eirias Stadium, Colwyn Bay         | Pays de Galles -20 | 27 - 44 | Irlande -20 |
| Le 3 février à 20 h    | Twickenham Stoop, Twickenham       | Angleterre -20     | 41 - 36 | Écosse -20  |

Deuxième journée
| Le 10 février à 20 h    | Kingsholm Stadium, Gloucester | Angleterre -20 | 32 - 25 | Italie -20         |
| Le 11 février à 20 h 15 | Scotstoun Stadium, Glasgow    | Écosse -20     | 18 - 17 | Pays de Galles -20 |
| Le 11 février à 21 h    | Musgrave Park, Cork           | Irlande -20    | 33 - 31 | France -20         |

Troisième journée
| Le 24 février à 20 h 15 | Stadio Comunale di Monigo, Trévise | Italie -20         | 27 - 44 | Irlande -20    |
| Le 24 février à 20 h 15 | Eirias Stadium, Colwyn Bay         | Pays de Galles -20 | 21 - 37 | Angleterre -20 |
| Le 24 février à 21 h    | Stade Armandie, Agen               | France -20         | 54 - 12 | Écosse -20     |

Quatrième journée
| Le 10 mars à 20 h 15 | Scotstoun Stadium, Glasgow         | Écosse -20     | 7 - 82  | Irlande -20        |
| Le 10 mars à 20 h 15 | Stadio Comunale di Monigo, Trévise | Italie -20     | 29 - 25 | Pays de Galles -20 |
| Le 10 mars à 21 h    | Recreation Ground, Bath            | Angleterre -20 | 7 - 42  | France -20         |

Cinquième journée
| Le 19 mars à 15 h | Scotstoun Stadium, Glasgow    | Écosse -20  | 17 - 40 | Italie -20         |
| Le 19 mars à 18 h | Musgrave Park, Cork           | Irlande -20 | 36 - 24 | Angleterre -20     |
| Le 19 mars à 21 h | Stade Charles-Mathon, Oyonnax | France -20  | 67 - 17 | Pays de Galles -20 |

## Classement
| Rang | Nation             | J | V | N | D | Bo | Bd | Pm  | Pe  | Diff | Pts |
| ---- | ------------------ | - | - | - | - | -- | -- | --- | --- | ---- | --- |
| 1    | Irlande -20 (T)    | 5 | 5 | 0 | 0 | 4  | 0  | 239 | 116 | +123 | 27  |
| 2    | France -20         | 5 | 4 | 0 | 1 | 4  | 1  | 222 | 96  | +126 | 21  |
| 3    | Italie -20         | 5 | 2 | 0 | 3 | 5  | 2  | 148 | 146 | +2   | 15  |
| 4    | Angleterre -20     | 5 | 3 | 0 | 2 | 3  | 0  | 141 | 160 | -19  | 15  |
| 5    | Écosse -20         | 5 | 1 | 0 | 4 | 0  | 1  | 90  | 234 | -144 | 5   |
| 6    | Pays de Galles -20 | 5 | 0 | 0 | 5 | 1  | 2  | 107 | 195 | -88  | 3   |

|  | Vainqueur du tournoi.               |
|  | T : tenant du titre (édition 2022). |

Attribution des points : quatre points sont attribués pour une victoire, deux points pour un match nul, aucun point en cas de défaite, un point si au moins 4 essais marqués, un point en cas de défaite avec moins de 7 points d'écart, trois points en cas de Grand Chelem.
Règles de classement : 1. points marqués ; 2. différence de points de matchs ; 3. nombre d'essais marqués ; 4. titre partagé.

## Acteurs du Tournoi des Six Nations 2023

### Joueurs

#### Angleterre
Le 9 janvier 2023, l'entraîneur Alan Dickens (en) dévoile un groupe de 32 joueurs pour l'année 2023. Un des joueurs sélectionnés, Josh Hathaway, présente la particularité d'avoir disputé le Tournoi 2022 sous les couleurs du pays de Galles, il a auparavant été appelé dans le groupe gallois pour préparer l'édition 2023, mais le joueur a décidé de jouer pour l'Angleterre alors qu'étant né et formé au pays de Galles, ce qui a fortement déçu l'entraîneur des jeunes Gallois.
| Entraîneur | Entraîneur             | Alan Dickens (en)                                                                                      |
| Avants     | Pilier                 | Afolabi Fasogbon, Jimmy Halliwell, Tim Hoyt (en), Archie McArthur, Asher Opoku-Fordjour, George Patten |
| Avants     | Talonneur              | Nathan Jibulu (en), Calum Scott, Finn Theobald-Thomas (en)                                             |
| Avants     | Deuxième ligne         | Harry Browne, Rob Carmichael (en), Lewis Chessum (en) , Josh Dingley, Danny Eite                       |
| Avants     | Troisième ligne aile   | Finn Carnduff, Joshua Manz, Guy Pepper, Tristan Woodman                                                |
| Avants     | Troisième ligne centre | Chandler Cunningham-South, Greg Fisilau                                                                |
| Arrières   | Demi de mêlée          | Charlie Bracken (en), Nye Thomas (en)                                                                  |
| Arrières   | Demi d'ouverture       | Monty Bradbury, Sam Worsley (en)                                                                       |
| Arrières   | Centre                 | Jacob Cusick, Joe Jenkins (en), Rekeiti Ma'asi-White (en), Ben Waghorn (en), Joe Woodward (en)         |
| Arrières   | Ailier                 | Cassius Cleaves (en), Toby Cousins, Tobias Elliott (en), Josh Hathaway                                 |
| Arrières   | Arrière                | Sam Harris, Louie Johnson (en), Connor Slevin                                                          |

#### Écosse
Le 27 janvier 2023, l'entraîneur écossais dévoile son groupe de 34 joueurs retenus pour le Tournoi. Il désigne Duncan Munn (en) et Liam McConnell comme co-capitaine.
Le 8 mars, Andy McLean, Ben Salmon et Luke Townsend, le fils de Gregor Townsend, sont tous les trois sélectionnés pour la quatrième journée.
Le 17 mars, Kerr Johnston est sélectionné pour la dernière journée.
| Entraîneur | Entraîneur             | Kenny Murray (en)                                                                       |
| Avants     | Pilier                 | Eben Cairns, Craig Davidson, Robbie Deans, Callum Norrie (en), Moby Ogunlaja, Max Surry |
| Avants     | Talonneur              | Jerry Blyth-Lafferty, Corey Tait, Elliot Young                                          |
| Avants     | Deuxième ligne         | Eddie Erskine, Ruaraidh Hart (en), Harris McLeod, Jake Parkinson                        |
| Avants     | Troisième ligne aile   | Rudi Brown (en), Sam Derrick, Ewan Guy, Liam McConnell , Johnny Rutherford              |
| Avants     | Troisième ligne centre | Jonny Morris                                                                            |
| Arrières   | Demi de mêlée          | Ben Afshar, Finlay Burgess, Charlie Clare                                               |
| Arrières   | Demi d'ouverture       | Harris Rutherford, Richie Simpson, Luke Townsend                                        |
| Arrières   | Centre                 | Duncan Munn (en) , Ben Salmon, Murray Wilson, Kerr Yule                                 |
| Arrières   | Ailier                 | Amena Caqusau, Geordie Gwynn (en), Kerr Johnston, Will Robinson, Findlay Thomson        |
| Arrières   | Arrière                | Ben Evans, Logan Jarvie, Dan King, Andy McLean                                          |

#### France
Le 20 janvier 2023, le manager Sébastien Calvet annonce sa liste des 36 joueurs retenus pour préparer le Tournoi.
Le manager des Bleuets annonce que Baptiste Jauneau est laissé à la disposition de son club pour la première journée. D'autres jeunes internationaux tels qu'Émilien Gailleton et Louis Bielle-Biarrey ont été retenus par les Bleus.
Le 25 janvier, le pilier Maïno Pakihivatau et le troisième ligne Joé Quere Karaba sont appelés en remplacement de Lino Julien et Clément Sentubéry forfaits tous les deux.
Le 5 février, Louis Bielle-Biarrey, Léo Carbonneau, Mathis Ferté, Émilien Gailleton, Simon Huchet, Pierre Jouvin, Karl Sorin, Yanis Trabelsi sont appelés pour préparer la deuxième journée.
Le 15 février, Esteban Capilla est sélectionné pour préparer la troisième journée. De plus, le 22 février suivant, les clermontois Léon Darricarrère et Cyriac Guilly sont alignés sur la feuille de match.
Le 2 mars, Baptiste Jauneau est appelé en compagnie de Posolo Tuilagi qui fait sa première apparition dans le groupe des Bleuets. Silouane Bouche, Victor Hannoun, Julien Ratajczak sont également sélectionnés.
| Entraîneur | Entraîneur             | Sébastien Calvet |
| Avants     | Pilier                 | Zaccharie Affane, Lino Julien, Maïno Pakihivatau, Hugo Parrou, Louis Penverne, Valentin Simutoga, Karl Sorin, Luca Tabarot, Yanis Trabelsi |
| Avants     | Talonneur              | Pierre Damond, Pierre Jouvin, Thomas Lacombre, Barnabé Massa, Julien Ratajczak                                                             |
| Avants     | Deuxième ligne         | Hugo Auradou, Esteban Capilla, Bastien Chinarro, Charly Gambini, Simon Huchet, Brent Liufau, Posolo Tuilagi                                |
| Avants     | Troisième ligne aile   | Silouane Bouche, Cyriac Guilly, Oscar Jégou , Lomig Jouanny, Lenni Nouchi, Clément Sentubéry, Joé Quere Karaba                             |
| Avants     | Troisième ligne centre | Mathis Castro-Ferreira, Marko Gazzotti, Andy Timo                                                                                          |
| Arrières   | Demi de mêlée          | Léo Carbonneau, Baptiste Jauneau, Thomas Souverbie, Simon Tarel, Lucas Zamora                                                              |
| Arrières   | Demi d'ouverture       | Axel Desperes, Tom Raffy, Hugo Reus |
| Arrières   | Centre                 | Paul Costes, Léon Darricarrère, Nicolas Depoortère , Yerim Fall, Émilien Gailleton , Arthur Mathiron                                       |
| Arrières   | Ailier                 | Enzo Benmegal, Léo Drouet, Victor Hannoun, Maël Moustin                                                                                    |
| Arrières   | Arrière                | Grégoire Arfeuil, Théo Attissogbé, Louis Bielle-Biarrey, Mathis Ferté, Hugo Trouilloud                                                     |

#### Galles
Le 27 janvier 2023, le pays de Galles annonce un groupe de 36 joueurs pour la compétition. Le joueur polyvalent des Dragons Ryan Woodman est nommé capitaine.
Le 8 février le talonneur Lewis Lloyd est nommé dans la composition d'équipe pour la deuxième journée.
Le 8 mars, Lucas de la Rua (en) est sélectionné pour disputer la quatrième journée, ainsi que Louis Fletcher.
| Entraîneur | Entraîneur             | Byron Hayward (en)                                                                                                 |
| Avants     | Pilier                 | Freddie Chapman, Will Couch, Ellis Fackrell, Louis Fletcher, Dylan Kelleher-Griffiths, Josh Morse, Tomas Pritchard |
| Avants     | Talonneur              | Lewis Lloyd, Lewis Morgan (en), Sam Scarfe, Isaac Young                                                            |
| Avants     | Deuxième ligne         | Tom Caple, Liam Edwards, Owain Evans, Jonny Green, Caleb Salmon                                                    |
| Avants     | Troisième ligne aile   | Lucas de la Rua (en), Gwilym Evans, Luca Giannini (en), Mackenzie Martin, Ryan Woodman                             |
| Avants     | Troisième ligne centre | Huw Davies, Morgan Morse                                                                                           |
| Arrières   | Demi de mêlée          | Che Hope (en), Archie Hughes (en), Harri Williams                                                                  |
| Arrières   | Demi d'ouverture       | Dan Edwards, Harrison James, Iwan Jenkins                                                                          |
| Arrières   | Centre                 | Harri Ackerman (en), Bryn Bradley (en), Louie Hennessey (en), Tom Florence                                         |
| Arrières   | Ailier                 | Oli Andrew, Jac Davies, Harri Houston, Llien Morgan                                                                |
| Arrières   | Arrière                | Kian Abraham, Cameron Winnett                                                                                      |

#### Irlande
Le 18 janvier 2023, Richie Murphy (en) l'entraîneur des jeunes Irlandais annonce son groupe de 32 joueurs sélectionnés pour le Tournoi. Le talonneur du Leinster, Gus McCarthy, est nommé capitaine.
Le 8 mars, Liam Molony et Andrew Osborne sont nommés dans la composition d'équipe pour disputer la quatrième journée.
| Entraîneur | Entraîneur             | Richie Murphy (en)                                                               |
| Avants     | Pilier                 | Fiachna Barrett, Ronan Foxe, George Hadden, Paddy McCarthy, George Morris        |
| Avants     | Talonneur              | Conall Henchy, Gus McCarthy , Danny Sheahan                                      |
| Avants     | Deuxième ligne         | Joe Hopes, Charlie Irvine, Diarmuid Mangan, Evan O'Connell, Conor O'Tighearnaigh |
| Avants     | Troisième ligne aile   | James McNabney, Liam Molony, Jacob Sheahan, Ruadhán Quinn (en)                   |
| Avants     | Troisième ligne centre | Brian Gleeson                                                                    |
| Arrières   | Demi de mêlée          | Oscar Cawley, Fintan Gunne, Jack Oliver                                          |
| Arrières   | Demi d'ouverture       | Matthew Lynch, Sam Prendergast, Harry West                                       |
| Arrières   | Centre                 | Sam Berman, Hugh Cooney, John Devine                                             |
| Arrières   | Ailier                 | Ike Anagu, Hugh Gavin (en), Andrew Osborne, Noah Sheridan                        |
| Arrières   | Arrière                | Henry McErlean, James Nicholson, Rory Telfer                                     |

#### Italie
Le 23 janvier 2023, le staff de l'équipe d'Italie annonce un groupe de 27 joueurs pour préparer la première journée contre la France.
En amont de la troisième journée, Valerio Siciliano est appelé pour disputer cette rencontre.
Le 8 mars, l'ailier Francesco Bini, le demi de mêlée Lorenzo Casilio et le centre Lorenzo Elettri sont appelés pour participer à la quatrième journée,.
Pour la dernière journée, Riccardo Bartolini est convoqué pour participer à cette rencontre.
| Entraîneur | Entraîneur             | Massimo Brunello (it)                                                                                         |
| Avants     | Pilier                 | Destiny Aminu (en), Alex Artuso, Davide Ascari, Riccardo Bartolini, Marcos Gallorini (en), Samuel Taddei (en) |
| Avants     | Talonneur              | Nicholas Gasperini, Valerio Siciliano, Giovanni Quattrini                                                     |
| Avants     | Deuxième ligne         | Alex Mattioli, Enrico Pontarini, Pietro Turrisi                                                               |
| Avants     | Troisième ligne aile   | Jacopo Botturi, Filippo Lavorenti, Carlos Berlese, David Odiase (en)                                          |
| Avants     | Troisième ligne centre | Fabio Ruaro, Matteo Rubinato                                                                                  |
| Arrières   | Demi de mêlée          | Sebastiano Battara, Filippo Bozzoni (en), Lorenzo Casilio                                                     |
| Arrières   | Demi d'ouverture       | Simone Brisighella, Giovanni Sante                                                                            |
| Arrières   | Centre                 | Nicola Bozzo (en), Lorenzo Elettri, François Carlo Mey, Dewi Passarella (en)                                  |
| Arrières   | Ailier                 | Francesco Bini, Matthias Douglas, Alessandro Gesi                                                             |
| Arrières   | Arrière                | Andrea Bruniera, Emanuele Tani                                                                                |

### Arbitres
Les arbitres de champ du Tournoi 2023 sont les suivants :
| Rugby Europe                                                                                                 | Asia Rugby               | Oceania Rugby                          | Rugby Afrique                          | Sudamérica Rugby   |
| --- | ------------------------ | -------------------------------------- | -------------------------------------- | ------------------ |
| - Anthony Woodthorpe - Ben Breakspear - Hollie Davidson - Luc Ramos - Eoghan Cross (en) - Federico Vedovelli | - Takehito Namekawa (ja) | - Reuben Keane (en) - Angus Mabey (en) | - Morné Ferreira (en) - AJ Jacobs (en) | - Damián Schneider |

## Statistiques individuelles

### Meilleurs réalisateurs
Le demi d'ouverture Irlandais, Sam Prendergast, termine meilleur réalisateur de la compétition avec 69 points inscrits, dont 21 transformations et 9 pénalités.
| Rang | Joueur                | Équipe             | Poste                  | Points | Essais | Transf. | Pén. | Drops |
| ---- | --------------------- | ------------------ | ---------------------- | ------ | ------ | ------- | ---- | ----- |
| 1    | Sam Prendergast       | Irlande -20        | Demi d'ouverture       | 69     | 0      | 21      | 9    | 0     |
| 2    | Sam Harris            | Angleterre -20     | Arrière                | 42     | 2      | 10      | 4    | 0     |
| 3    | Dan Edwards           | Pays de Galles -20 | Demi d'ouverture       | 40     | 1      | 10      | 5    | 0     |
| 4    | Hugo Reus             | France -20         | Demi d'ouverture       | 31     | 0      | 11      | 3    | 0     |
| 5    | Richie Simpson        | Écosse -20         | Demi d'ouverture       | 30     | 0      | 6       | 6    | 0     |
| 6    | Léo Drouet            | France -20         | Ailier                 | 25     | 5      | 0       | 0    | 0     |
| 6    | Tobias Elliott (en)   | Angleterre -20     | Ailier                 | 25     | 5      | 0       | 0    | 0     |
| 6    | Marcos Gallorini (en) | Italie -20         | Pilier                 | 25     | 5      | 0       | 0    | 0     |
| 9    | Brian Gleeson         | Irlande -20        | Troisième ligne centre | 20     | 4      | 0       | 0    | 0     |
| 9    | Josh Hathaway         | Angleterre -20     | Aliier                 | 20     | 4      | 0       | 0    | 0     |
| 9    | Ruadhán Quinn (en)    | Irlande -20        | Troisième ligne aile   | 20     | 4      | 0       | 0    | 0     |

### Meilleurs marqueurs
Les ailiers Léo Drouet et Tobias Elliott (en), ainsi que le pilier Italien Marcos Gallorini (en) terminent meilleur marqueur d'essais avec cinq réalisations chacun.
| Rang | Joueur                | Équipe             | Poste                                | Essais |
| ---- | --------------------- | ------------------ | ------------------------------------ | ------ |
| 1    | Léo Drouet            | France -20         | Ailier                               | 5      |
| 1    | Tobias Elliott (en)   | Angleterre -20     | Ailier                               | 5      |
| 1    | Marcos Gallorini (en) | Italie -20         | Pilier                               | 5      |
| 4    | Brian Gleeson         | Irlande -20        | Troisième ligne centre               | 4      |
| 4    | Josh Hathaway         | Angleterre -20     | Ailier                               | 4      |
| 4    | Ruadhán Quinn (en)    | Irlande -20        | Troisième ligne aile                 | 4      |
| 7    | Oli Andrew            | Pays de Galles -20 | Ailier                               | 3      |
| 7    | Destiny Aminu (en)    | Italie -20         | Pilier                               | 3      |
| 7    | Rudi Brown (en)       | Écosse -20         | Troisième ligne aile                 | 3      |
| 7    | Hugh Gavin (en)       | Irlande -20        | Ailier                               | 3      |
| 7    | Fintan Gunne          | Irlande -20        | Demi de mêlée                        | 3      |
| 7    | Paddy McCarthy        | Irlande -20        | Pilier                               | 3      |
| 7    | Lenni Nouchi          | France -20         | Deuxième ligne, troisième ligne aile | 3      |

## Première journée

### Italie - France
| J1 Vendredi 3 février 2023 19 h 30 | Italie -20 (bo), (bd) | 27 - 28 (17 - 20) | France -20 | Stadio Comunale di Monigo, Trévise Arbitre : Reuben Keane (en) |
| J1 Vendredi 3 février 2023 19 h 30 | Essai(s) : 5 Berlese (7e), Gallorini (en) (24e), Rubinato (32e), Mey (51e), Douglas (83e) Transformation(s) : 1 Sante (8e) Carton(s) jaune(s) : 1 Aminu (en) (38e) | Rapport           | Essai(s) : 3 Moustin (28e), de pénalité (38e), Castro-Ferreira (71e) Transformation(s) : 2 Tarel (29e), de pénalité (38e) Pénalité(s) : 3 Tarel (10e, 20e), Desperes (64e) Carton(s) jaune(s) : 2 Castro-Ferreira (48e), Nouchi (49e) | Stadio Comunale di Monigo, Trévise Arbitre : Reuben Keane (en) |
| J1 Vendredi 3 février 2023 19 h 30 | | Rapport           | | Stadio Comunale di Monigo, Trévise Arbitre : Reuben Keane (en) |

### Pays de Galles - Irlande
| J1 Vendredi 3 février 2023 20 h | Pays de Galles -20 (bo) | 27 - 44 (15 - 14) | Irlande -20 (bo) | Eirias Stadium, Colwyn Bay Arbitre : Luc Ramos |
| J1 Vendredi 3 février 2023 20 h | Essai(s) : 4 Hennessey (en) (9e), Ll. Morgan (18e, 77e), Scarfe (52e) Transformation(s) : 2 Edwards (9e, 77e) Pénalité(s) : 1 Edwards (16e) Carton(s) jaune(s) : 1 Edwards (49e) | Rapport           | Essai(s) : 6 O'Tighearnaigh (7e), P. McCarthy (31e), Nicholson (54e, 65e), Quinn (en) (61e), McErlean (80e) Transformation(s) : 4 Prendergast (7e, 31e, 54e), West (80e) Pénalité(s) : 2 Prendergast (59e, 73e) | Eirias Stadium, Colwyn Bay Arbitre : Luc Ramos |
| J1 Vendredi 3 février 2023 20 h | | Rapport           | | Eirias Stadium, Colwyn Bay Arbitre : Luc Ramos |

### Angleterre - Écosse
| J1 Vendredi 3 février 2023 20 h | Angleterre -20 (bo) | 41 - 36 (31 - 20) | Écosse -20 (bd) | Twickenham Stoop, Twickenham Arbitre : Angus Mabey (en) |
| J1 Vendredi 3 février 2023 20 h | Essai(s) : 6 Hathaway (2e, 8e, 14e), Cunningham-South (18e), Carnduff (24e), Elliott (en) (68e) Transformation(s) : 4 Harris (10e, 19e, 26e, 70e) Pénalité(s) : 1 Harris (79e) | Rapport           | Essai(s) : 3 McLeod (6e), Brown (en) (31e), McConnell (44e) Transformation(s) : 3 Simpson (8e, 31e, 45e) Pénalité(s) : 5 Simpson (13e, 41e, 56e, 60e, 63e) | Twickenham Stoop, Twickenham Arbitre : Angus Mabey (en) |
| J1 Vendredi 3 février 2023 20 h | | Rapport           | | Twickenham Stoop, Twickenham Arbitre : Angus Mabey (en) |

## Deuxième journée

### Angleterre - Italie
| J2 Vendredi 10 février 2023 20 h | Angleterre -20 (bo) | 32 - 25 (20 - 8) | Italie -20 (bo), (bd) | Kingsholm Stadium, Gloucester Arbitre : Ben Breakspear |
| J2 Vendredi 10 février 2023 20 h | Essai(s) : 5 Harris (8e), Ma'asi-White (en) (12e), Elliott (en) (38e), Cunningham-South (55e), Fasogbon (75e) Transformation(s) : 2 Harris (13e, 57e) Pénalité(s) : 1 Harris (30e) Carton(s) jaune(s) : 2 McArthur (44e), Hathaway (46e) | Rapport          | Essai(s) : 4 Aminu (en) (23e, 64e), Gallorini (en) (46e), Bozzoni (en) (79e) Transformation(s) : 1 Bruniera (48e) Pénalité(s) : 1 Sante (33e) Carton(s) jaune(s) : 1 Gasperini (72e) | Kingsholm Stadium, Gloucester Arbitre : Ben Breakspear |
| J2 Vendredi 10 février 2023 20 h | | Rapport          | | Kingsholm Stadium, Gloucester Arbitre : Ben Breakspear |

### Écosse - Pays de Galles
| J2 Vendredi 10 février 2023 20 h 15 | Écosse -20 | 18 - 17 (8 - 0) | Pays de Galles -20 (bd) | Scotstoun Stadium, Glasgow Arbitre : Reuben Keane (en) |
| J2 Vendredi 10 février 2023 20 h 15 | Essai(s) : 2 Brown (en) (9e), de pénalité (49e) Transformation(s) : 1 de pénalité (49e) Pénalité(s) : 2 Afshar (29e), King (69e) | Rapport         | Essai(s) : 2 M. Morse (45e), Andrew (55e) Transformation(s) : 2 Edwards (45e, 56e) Pénalité(s) : 1 Edwards (52e) Carton(s) jaune(s) : 4 Hughes (en) (35e), Kelleher-Griffiths (40e), M. Morse (49e), Lloyd (79e) | Scotstoun Stadium, Glasgow Arbitre : Reuben Keane (en) |
| J2 Vendredi 10 février 2023 20 h 15 | | Rapport         | | Scotstoun Stadium, Glasgow Arbitre : Reuben Keane (en) |

### Irlande - France
| J2 Vendredi 10 février 2023 21 h | Irlande -20 | 33 - 31 (20 - 14) | France -20 (bo), (bd) | Musgrave Park, Cork Arbitre : Angus Mabey (en) |
| J2 Vendredi 10 février 2023 21 h | Essai(s) : 3 P. McCarthy (12e), Gavin (en) (29e), Gleeson (69e) Transformation(s) : 3 Prendergast (13e, 30e, 77e) Pénalité(s) : 4 Prendergast (10e, 24e, 42e, 77e) Carton(s) jaune(s) : 2 Hadden (52e), Mangan (58e) | Rapport           | Essai(s) : 5 Auradou (18e), Liufau (34e), Attissogbé (58e), Nouchi (61e), Benmegal (72e) Transformation(s) : 3 Raffy (19e, 35e), Reus (73e) Carton(s) jaune(s) : 2 Affane (29e), Nouchi (38e) | Musgrave Park, Cork Arbitre : Angus Mabey (en) |
| J2 Vendredi 10 février 2023 21 h | | Rapport           | | Musgrave Park, Cork Arbitre : Angus Mabey (en) |

## Troisième journée

### Italie - Irlande
| J3 Vendredi 24 février 2023 20 h 15 | Italie -20 (bo) | 27 - 44 (8 - 27) | Irlande -20 (bo) | Stadio Comunale di Monigo, Trévise Arbitre : Hollie Davidson |
| J3 Vendredi 24 février 2023 20 h 15 | Essai(s) : 4 Quattrini (13e), Botturi (47e), Mey (58e), Gasperini (69e) Transformation(s) : 2 Sante (48e, 60e) Pénalité(s) : 1 Sante (24e) | Rapport          | Essai(s) : 5 Gleeson (3e), Gunne (15e), McNabney (29e), Cooney (52e), Telfer (77e) Transformation(s) : 5 Prendergast (4e, 16e, 29e, 52e, 78e) Pénalité(s) : 3 Prendergast (20e, 40e, 65e) | Stadio Comunale di Monigo, Trévise Arbitre : Hollie Davidson |
| J3 Vendredi 24 février 2023 20 h 15 | | Rapport          | | Stadio Comunale di Monigo, Trévise Arbitre : Hollie Davidson |

### Pays de Galles - Angleterre
| J3 Vendredi 24 février 2023 20 h 15 | Pays de Galles -20                                                                                            | 21 - 37 (14 - 22) | Angleterre -20 (bo) | Eirias Stadium, Colwyn Bay Arbitre : Eoghan Cross (en) |
| J3 Vendredi 24 février 2023 20 h 15 | Essai(s) : 3 Andrew (25e, 58e), de pénalité (40e) Transformation(s) : 3 Edwards (27e, 59e), de pénalité (40e) | Rapport           | Essai(s) : 6 Hathaway (14e), Woodward (en) (21e), Ma'asi-White (en) (27e), Elliott (en) (30e), Waghorn (en) (62e, 72e) Transformation(s) : 2 Harris (15e, 63e) Pénalité(s) : 1 Harris (48e) Carton(s) jaune(s) : 1 Hathaway (40e) | Eirias Stadium, Colwyn Bay Arbitre : Eoghan Cross (en) |
| J3 Vendredi 24 février 2023 20 h 15 | | Rapport           | | Eirias Stadium, Colwyn Bay Arbitre : Eoghan Cross (en) |

### France - Écosse
| J3 Vendredi 24 février 2023 21 h | France -20 (bo) | 54 - 12 (33 - 12) | Écosse -20                                                                         | Stade Armandie, Agen Arbitre : Federico Vedovelli |
| J3 Vendredi 24 février 2023 21 h | Essai(s) : 8 Ferté (8e), Mathiron (20e), Carbonneau (24e), Nouchi (34e, 39e), Jégou (54e), Affane (63e), de pénalité (77e) Transformation(s) : 7 Reus (9e, 25e, 35e, 40e, 56e, 64e), de pénalité (77e) | Rapport           | Essai(s) : 2 Brown (en) (18e), Hart (en) (31e) Transformation(s) : 1 Simpson (32e) | Stade Armandie, Agen Arbitre : Federico Vedovelli |
| J3 Vendredi 24 février 2023 21 h | | Rapport           |                                                                                    | Stade Armandie, Agen Arbitre : Federico Vedovelli |

## Quatrième journée

### Écosse - Irlande
| J4 Vendredi 10 mars 2023 20 h 15 | Écosse -20                                                   | 7 - 82 (0 - 47) | Irlande -20 (bo) | Scotstoun Stadium, Glasgow Arbitre : Takehito Namekawa (ja) |
| J4 Vendredi 10 mars 2023 20 h 15 | Essai(s) : 1 Tait (46e) Transformation(s) : 1 Townsend (46e) | Rapport         | Essai(s) : 12 Osborne (2e), Barrett (6e), G. McCarthy (15e), Quinn (en) (20e, 34e, 64e), Gunne (30e), McNabney (41e), Mangan (51e), Sheahan (70e), Telfer (75e), Cawley (78e) Transformation(s) : 11 Prendergast (2e, 6e, 15e, 20e, 30e, 34e, 51e), Lynch (64e, 70e, 75e, 78e) | Scotstoun Stadium, Glasgow Arbitre : Takehito Namekawa (ja) |
| J4 Vendredi 10 mars 2023 20 h 15 |                                                              | Rapport         | | Scotstoun Stadium, Glasgow Arbitre : Takehito Namekawa (ja) |

### Italie - Pays de Galles
| J4 Vendredi 10 mars 2023 20 h 15 | Italie -20 (bo) | 29 - 25 (12 - 15) | Pays de Galles -20 (bd) | Stadio Comunale di Monigo, Trévise Arbitre : Anthony Woodthorpe |
| J4 Vendredi 10 mars 2023 20 h 15 | Essai(s) : 5 Gesi (10e), de pénalité (25e), Gallorini (en) (44e), Aminu (en) (56e), Artuso (64e) Transformation(s) : 2 de pénalité (25e), Sante (56e) | Rapport           | Essai(s) : 3 Hughes (en) (31e), de la Rua (en) (34e), Houston (41e) Transformation(s) : 2 Edwards (31e, 41e) Pénalité(s) : 2 Edwards (14e, 61e) Carton(s) jaune(s) : 1 Kelleher-Griffiths (24e) | Stadio Comunale di Monigo, Trévise Arbitre : Anthony Woodthorpe |
| J4 Vendredi 10 mars 2023 20 h 15 | | Rapport           | | Stadio Comunale di Monigo, Trévise Arbitre : Anthony Woodthorpe |

### Angleterre - France
| J4 Vendredi 10 mars 2023 21 h | Angleterre -20                                               | 7 - 42 (0 - 13) | France -20 (bo) | The Recreation Ground, Bath Arbitre : Hollie Davidson |
| J4 Vendredi 10 mars 2023 21 h | Essai(s) : 1 Harris (56e) Transformation(s) : 1 Harris (56e) | Rapport         | Essai(s) : 5 Drouet (35e), Gailleton (50e), Penverne (63e), Castro-Ferreira (72e), Guilly (78e) Transformation(s) : 4 Reus (35e, 50e, 63e, 72e) Pénalité(s) : 3 Reus (12e, 25e, 49e) Carton(s) jaune(s) : 1 Capilla (53e) | The Recreation Ground, Bath Arbitre : Hollie Davidson |
| J4 Vendredi 10 mars 2023 21 h |                                                              | Rapport         | | The Recreation Ground, Bath Arbitre : Hollie Davidson |

## Cinquième journée

### Écosse - Italie
| J5 Dimanche 19 mars 2023 15 h | Écosse -20                                                                                                   | 17 - 40 (10 - 5) | Italie -20 (bo) | Scotstoun Stadium, Glasgow Arbitre : Morné Ferreira (en) |
| J5 Dimanche 19 mars 2023 15 h | Essai(s) : 2 King (4e), Robinson (72e) Transformation(s) : 2 Simpson (5e, 73e) Pénalité(s) : 1 Simpson (10e) | Rapport          | Essai(s) : 6 Quattrini (7e), Botturi (44e), Battara (48e), Gallorini (en) (55e, 62e), Gasperini (82e) Transformation(s) : 5 Brisighella (45e, 49e, 57e, 63e), Sante (83e) Carton(s) jaune(s) : 2 Lavorenti (69e), Elettri (72e) | Scotstoun Stadium, Glasgow Arbitre : Morné Ferreira (en) |
| J5 Dimanche 19 mars 2023 15 h | | Rapport          | | Scotstoun Stadium, Glasgow Arbitre : Morné Ferreira (en) |

### Irlande - Angleterre
| J5 Dimanche 19 mars 2023 18 h | Irlande -20 (bo) | 36 - 24 (12 - 7) | Angleterre -20 | Musgrave Park, Cork Arbitre : AJ Jacobs (en) |
| J5 Dimanche 19 mars 2023 18 h | Essai(s) : 6 Gavin (en) (3e, 58e), Gleeson (26e, 53e), Hadden (50e), Gunne (78e) Transformation(s) : 3 Prendergast (27e, 54e, 60e) | Rapport          | Essai(s) : 3 Elliott (en) (15e, 75e), Jenkins (en) (70e) Transformation(s) : 3 Harris (16e), Worsley (en) (70e, 76e) Pénalité(s) : Harris (57e) Carton(s) jaune(s) : 1 Elliott (48e) Carton(s) rouge(s) : 1 Bradbury (52e) | Musgrave Park, Cork Arbitre : AJ Jacobs (en) |
| J5 Dimanche 19 mars 2023 18 h | | Rapport          | | Musgrave Park, Cork Arbitre : AJ Jacobs (en) |

### France - Pays de Galles
| J5 Dimanche 19 mars 2023 21 h | France -20 (bo) | 67 - 17 (34 - 3) | Pays de Galles -20                                                                                                | Stade Charles-Mathon, Oyonnax Arbitre : Damián Schneider |
| J5 Dimanche 19 mars 2023 21 h | Essai(s) : 11 Jauneau (4e), Tuilagi (7e), Depoortère (19e, 72e), Drouet (27e, 34e, 52e, 78e), Bielle-Biarrey (40e, 66e), Gailleton (60e) Transformation(s) : 6 Desperes (8e), Costes (36e), Léo Carbonneau (62e, 67e, 73e, 79e) Carton(s) jaune(s) : 2 Lacombre (1re), Castro-Ferreira (76e) | Rapport          | Essai(s) : 2 Edwards (41e), Fletcher (48e) Transformation(s) : 2 Edwards (42e, 49e) Pénalité(s) : 1 Edwards (1re) | Stade Charles-Mathon, Oyonnax Arbitre : Damián Schneider |
| J5 Dimanche 19 mars 2023 21 h | | Rapport          | | Stade Charles-Mathon, Oyonnax Arbitre : Damián Schneider |